# 伊泰奥波利斯
伊泰奥波利斯是巴西圣卡塔琳娜州的一个市镇。总面积1295.319平方公里，总人口20181人，人口密度15.6人/平方公里。